# Портрет Н. М. Половцовой
«Портрет Н. М. Половцовой» — картина французского салонного художника Каролюс-Дюрана из собрания Государственного Эрмитажа.
Картина является ростовым портретом Надежды Михайловны Половцовой, жены сенатора, промышленника и мецената А. А. Половцова. Она изображена в чёрном шёлковом платье, сидящей в красном узорчатом кресле, на правой руке надета серая перчатка, ноги в чёрных туфлях покоятся на цветастой подушке. Верхний левый уголок картины был испорчен и подпись художника читается лишь частично: …lus Duran St Petersbourg Juin 1876.
Картина написана Каролюс-Дюраном в 1876 году в Санкт-Петербурге, где он находился по приглашению А. А. Половцова; И. Н. Крамской в письме П. М. Третьякову от 7 июня 1876 года упоминает об этом следующее: «…выписан Половцовым, говорят, что косвенно для снятия портретов с лиц высокопоставленных». Третьяков в ответном письме сообщил: «Каролюс-Дюран написал в Петербурге пять портретов, я их не видел, а слышал только от М. П. Боткина, некоторые хвалят, некоторые не очень; вот цены их: большой женский во весь рост 30 тыс. франков, детский в рост 20 тыс., мужской ниже колен 18 тыс. и два погрудных по 8 тыс., всего заработано им 84 тыс. в два месяца…». Считается что «большой женский во весь рост» является «Портретом Н. М. Половцовой». Сам Крамской в 1885 году тоже написал портрет Н. М. Половцовой, эта его работа не сохранилась.
Сам А. А. Половцов в своем дневнике 14 июня 1876 года писал: «Обед на Каменном острове с К. Дюраном, он окончил портреты: жены моей (20 тыс. франков), дочери моей Нади (14 тыс. франков), княгини Белосельской (8 тыс. франков) и брата моего Валериана (5 тыс. фраков). Из современных парижских живописцев Дюран я думая лучшей, таланта у него весьма много, учился он хорошо, видал итальянцев, испанцев и особенно старается подражать Веласкесу. Но успевает подражать только во внешней форме, дух его далек от этого великого человека. Он успешно сосредотачивает внимание на материях, краске, обстановке, но чистота линии, искренность простора рисунка для него недосягаемы. Его личный характер служит объяснением к недостаткам его таланта, он полон любви к себе, заботится лишь о своих впечатлениях, выгодах, удобствах, своем здоровье. Пробыв здесь пять недель, он только раз видел картины Эрмитажа и то, потому что я затащил его туда».
Главный научный сотрудник Отдела западноевропейского изобразительного искусства Государственного Эрмитажа, доктор искусствоведения А. Г. Костеневич в своём очерке французского искусства XIX — начала XX века отмечал высочайшее мастерство художника:

Как просто и эффектно умеет Каролюс-Дюран посадить свою модель! Как тонко умеет передать изысканность дамы, носящей перчатки в соответствии с цветом глаз! Несомненное мастерство сквозит, например, в том, как написаны узоры обивки кресла. Эффектен контраст чёрного платья и красного кресла. … В том, как неожиданно вспыхивает блик на подлокотнике кресла, чувствуется наступление другой эпохи: крепость Салона атакуют импрессионисты.

Картина находилась в собрании А. А. Половцова, затем время состояла в музее училища Штиглица и 1926 году была передана в Государственный Эрмитаж. С конца 2014 года выставляется в здании Главного штаба на 4-м этаже в зале французской портретной живописи 2-й половины XIX века.
В 1887 году Каролюс-Дюран написал портрет дочери Н. М. Половцовой Анны Александровны, в замужестве княгини Оболенской; эта картина после Октябрьской революции также находилась в музее училища Штиглица. В конце 1920-х годов она предполагалась к продаже за границу и была передана в Контору «Антиквариат», однако продажа не состоялась и с 1931 года картина находится в Эрмитаже. За время нахождения в училище Штиглица и конторе «Антиквариат» документация на картину была запутана и она «поменялась» названием с портретом  Н. М. Половцовой. Под ошибочными названиями обе картины  числились в Эрмитаже и публиковалась в каталогах вплоть до 1962 года, когда они были идентифицированы внуком Н. М. Половцовой и сыном А. А. Оболенской П. А. Оболенским.